# Pseudacidovorax
Pseudacidovorax es un género de bacterias gramnegativas de la familia Comamonadaceae. Actualmente sólo contiene una especie: Pseudacidovorax intermedius. Fue descrita en el año 2008. Su etimología hace referencia a falso Acidovorax. El nombre de la especie hace referencia a posición intermedia. Es aerobia y móvil por flagelo polar. Tiene un tamaño de 0,5 μm de ancho por 1,5-2 μm de largo. Catalasa y oxidasa positivas. Forma colonias de color beige. Crece bien en agar TSA durante 96 horas a 30 °C. Contiene gránulos de polihidroxibutirato. Se ha aislado de suelos en Taiwán y de sedimentos marinos en el Mar de China.